# The Cat With Hands
The Cat With Hands is een Britse mixed-media horror-fantasy kortfilm uit 2001. De film werd geschreven, geanimeerd en geregisseerd door Robert Morgan, en werd geproduceerd door Sylvie Bringas en haar productiehuis Animus Films. De film heeft twee distincte delen, één stop-motion animatie, en één liveaction. De film werd opgenomen bij Black Island Studios.

## Achtergrond
De film is geïnspireerd door een nachtmerrie die Eleanor, de zus van Robert Morgan, had toen ze jong was.
Het maken van de film werd gefinancieerd door de televisiezender Channel 4.

## Plot
De film begint met een oude man die een stuk van de tekst van het lied "The Miner's Dream of Home" geschreven door Will Godwin en Leo Dryden voordraagt met een Cockney-accent.
Last night as I slumbered I had a strange dream, / One that seemed to bring distant friends near. / I dreamt of the faces of people I loved, / And I awoke with an 'eart full of cheer.
De oude man staat met een jonge man naast een waterput, waar hij een verhaal vertelt. Volgens de legende zou een jongen op die plaats ooit oog in oog zijn te komen staan met een dier. De man laat een emmer zakken in de waterput.
Wanneer de emmer terug bovenkomt krijgen we het verhaal van de jongen en het dier te zien. De jongen heeft ook een emmer laten zakken in de waterput, en heeft daarmee een kat bovengehaald. Wanneer de kat uit de emmer springt is er te zien dat het beest menselijke handen heeft. Het grist een vogel van de muur van de waterput en verorbert het beest in één hap. De jongen aait de kat, waarna de kat zijn menselijke handen op het gezicht van de jongen legt. Nadien is te zien dat de kat zo het gezicht van de jongen heeft gestolen. Ook het lichaam van de jongen wordt opgegeten in één hap.
Het verhaal keert terug naar de oude man. Hij haalt de emmer boven en vertelt over hoe de kat over de jaren heen steeds meer lichaamsdelen van mensen stal, en vertelt dat de kat nu eruitziet als elke andere persoon. Volgens de oude man is er maar één menselijk lichaamsdeel dat de kat nog niet gestolen heeft.
Voordat hij zijn zin kan afmaken bijt de jonge man de tong van de oude man eruit, waardoor hij niet meer kan spreken. De jonge man, die de kat bleek te zijn, maakt de zin van de oude man af en verklaart dat het enige lichaamsdeel dat nog ontbrak een tong was, waarna hij de oude man opeet.
De film eindigt met de kat, nu een volledig mens, die het gedicht van in het begin van de film opnieuw voordraagt met de stem van de oude man.

## Rolverdeling
| Acteur         | Personage     |
| -------------- | ------------- |
| Livy Armstrong | Oude man      |
| Daniel Hogwood | Jonge man/kat |
| Victoria Hayes | Jongen        |

## Prijzen
- New Director Award: Soho Rushes Short Film Festival 2001[6]
- Audience Award: London Science-Fiction Festival 2003[7]
- Onda Curta Award, Fantasporto Horror and Fantasy Film Festival[8]
- Best of Session: Melbourne International Animation Festival[9]

## Credits[10]
| Naam                                                                         | Functie                     |
| ---------------------------------------------------------------------------- | --------------------------- |
| Marcus Waterloo                                                              | Director of Photography     |
| Graham Johnston                                                              | Set Designer                |
| Jason Gill                                                                   | Costume Designer            |
| Madeleine van Groeningen                                                     | Make-up artist              |
| Derek Lee Dunning Lea Lehtola Ros Cumberland Fang                            | Set Construction & Dressing |
| Joe Borowski Jamie Alcock                                                    | Assistant set dressers      |
| John Wright Modelmaking Josie Corben André Gilbert Emma Parsons Simon Wilson | Modelmakers                 |
| Andrea Reynolds Michael White                                                | Prosthetic Sculpting        |
| Alejandra Jimenez                                                            | Digital artist              |
| Ed Miller                                                                    | Stills Photographer         |
| Tony Fish                                                                    | Editor                      |
| Z-no                                                                         | Sound designer              |
| Rachel MacGregor                                                             | Camera Assistant            |
| Lucy Clarke Caroline Schafer                                                 | Production Assistants       |
| George Foulgham                                                              | Sound Mixing                |
| Eyal Shaphyr                                                                 | Associate Producer          |
| Sylvie Bringas                                                               | Producer                    |
| Robert Morgan                                                                | Director Writer Animator    |